# 図書館資料
図書館資料（としょかんしりょう）とは、図書館に備え付ける資料のことである。
一般的に図書館が備え付ける資料は、図書が基本であるが、図書館資料には、図書以外のものも含まれる。具体的には、図書館法（昭和25年法律第118号）の第3条第1号などで、郷土資料、地方行政資料、美術品、レコード、フィルムの収集にも十分留意した図書、記録、視覚聴覚教育の資料その他必要な資料などと定義されている。図書館情報学の見地からは、図書などの印刷資料と各種メディアに大分される。各種メディアとは電子書籍、CD、DVD、ビデオ、紙芝居、デジタル化資料（デジタルアーカイブ）などを指し、識者によってはインターネット情報源を含める場合もある。
図書館資料の分類排列の方法としては、日本十進分類法や日本目録規則などがあり、図書館資料の専門職としては、司書や司書補などがある。図書館資料は、「施設・設備」、「図書館職員」と並び、図書館を構成する3要素の1つとされ、3要素のウェイトは図書館資料が20%、施設・設備が5%、図書館職員が75%とされる。会社などの場合、ヒト、モノ、カネが3要素に挙げられるが、図書館界では図書館資料がモノの中でも重要であることから、カネの代わりに3要素に入れられている。ただし、図書館経営を考える上でカネは重要であり、3要素に入っていないからと言ってカネを軽視しているわけではない。